# Houston Person
Houston Person (n. Florence, Carolina del Sur, 10 de noviembre de 1934) es un saxofonista tenor estadounidense de jazz.

## Historial
Aunque estudió piano, aprendió a tocar el saxofón con Aaron Harvey, en la banda de su College (1951). Tocó en un club de Alemania durante su servicio militar, en el que conoció a un gran número de músicos americanos de paso, como Cedar Walton, Don Ellis, Eddie Harris, Don Menza... A su regreso, se instala en Nueva York, donde toca con Johnny Hammond Smith y luego forma su propio trío, con la que incursiona en el jazz modal y en el funky, durante la década de 1960. 
Desde 1968 trabaja con Etta Jones, primero esporádicamente y, a partir de 1973, de forma asidua y estable, a la vez que graba de forma frecuente para Prestige. En los años 1980 realiza diversas giras, incluso por Europa, y graba nuevos discos con Bernard Purdie y Ran Blake, para Muse. Entre sus casi 75 discos, se incluyen también trabajos con Charles Brown, Bill Charlap, Charles Earland, Lena Horne, Lou Rawls, Horace Silver, Dakota Staton, Billy Butler, Richard "Groove" Holmes, Teddy Edwards y otros.
Su estilo, caluroso, directo, sin afectación y con mucho swing, está influido por Ben Webster, Illinois Jacquet y Gene Ammons, y es uno de los más claros ejemplos de tenor de base rhythm and blues.

## Galería

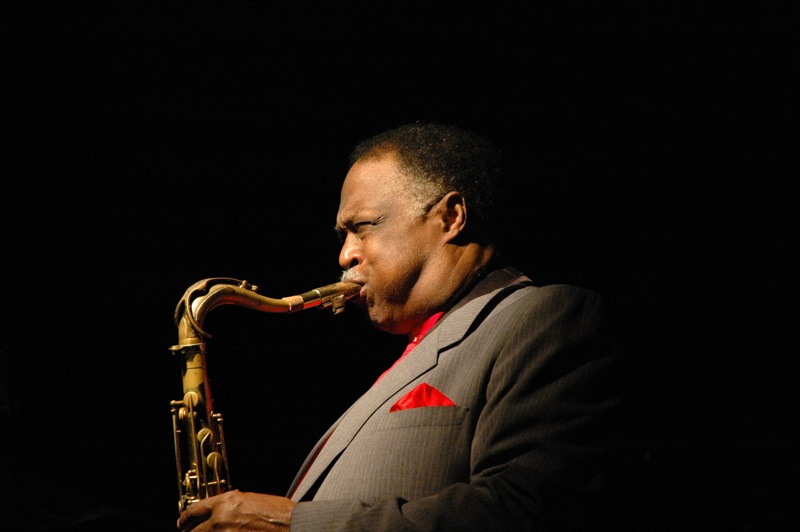
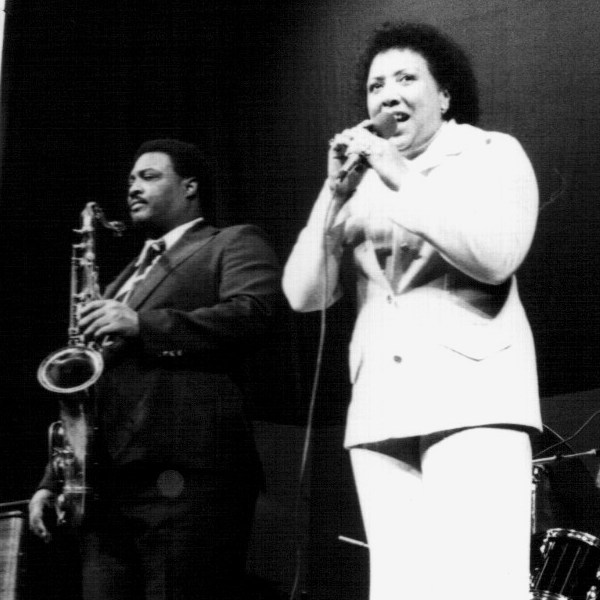

## Discografía

### Como líder
- Underground Soul! (Prestige, 1966)
- Chocomotive (Prestige, 1967) -con Cedar Walton
- Trust in Me (Prestige, 1967) -con Cedar Walton
- Blue Odyssey (Prestige, 1968) -con Curtis Fuller, Pepper Adams, Cedar Walton
- Soul Dance! (Prestige, 1968) -con Billy Gardner, Boogaloo Joe Jones [nota: reeditado como Legends Of Acid Jazz: Houston Person - Truth en 1999]
- Goodness! (Prestige, 1969) -con Sonny Phillips, Billy Butler
- Truth! (Prestige, 1970) -con Sonny Phillips, Billy Butler [nota: reeditado como Legends Of Acid Jazz: Houston Person - Truth en 1999]
- The Best Of Houston Person (Prestige, 1970) -compilación
- Person to Person! (Prestige, 1970) -con Virgil Jones, Sonny Phillips, Grant Green [nota: reeditado como Legends Of Acid Jazz: Houston Person en 1996]
- Houston Express (Prestige, 1971) [nota: reeditado como Legends Of Acid Jazz: Houston Person en 1996]
- Broken Windows, Empty Hallways (Prestige, 1972)
- Sweet Buns & Barbeque (Prestige, 1972)
- The Real Thing [live] (Eastbound, 1973) -2LP
- Houston Person '75 (Westbound, 1975)
- Get Out'a My Way! (Westbound, 1975)
- Pure Pleasure (Mercury, 1976)
- Harmony (Mercury, 1977)
- Stolen Sweets (Muse, 1977) -con Sonny Phillips, Jimmy Ponder; grabado 1976
- Wild Flower (Muse, 1978) -con Bill Hardman, Sonny Phillips, Jimmy Ponder; grabado 1977
- The Nearness of You (Muse, 1978) -con Virgil Jones, Charles Earland, Sonny Phillips, Melvin Sparks; grabado 1977
- The Gospel Soul Of Houston Person (Savoy, 1978)
- The Big Horn (Muse, 1979) -con Cedar Walton, Buster Williams, Grady Tate; grabado 1976
- Suspicions (Muse, 1980) -con Virgil Jones
- Very PERSONal (Muse, 1981) -grabado 1980
- Heavy Juice (Muse, 1982) -con Jon Logan, Melvin Sparks, Bernard Purdie
- Road Warriors (Greene Street, 1984) -con Les McCann
- Creation (Greene Street, 1984) -con Roger Kellaway
- Always on My Mind (Muse, 1985)
- The Talk Of The Town (Muse, 1987)
- We Owe It All To Love (Baseline [UK], 1989)
- Basics (Muse, 1989) -grabado 1987
- Something In Common (Muse, 1990) -con Ron Carter
- Just Friends (Muse, 1990) -con Buddy Tate, Nat Simpkins
- Now's The Time! (Muse, 1990) -con Ron Carter
- Why Not! (Muse, 1990)
- The Party (Muse, 1991) -grabado 1989
- The Lion And His Pride (Muse, 1991)
- Christmas With Houston Person And Friends (Muse, 1994) -con Randy Johnston, Etta Jones, Grady Tate, Benny Green [nota: reeditado como Santa Baby on Savoy en 2003]
- Horn To Horn (Muse, 1994) -con Teddy Edwards
- Person-ified (High Note, 1996) -con Richard Wynands, Ray Drummond, Kenny Washington
- The Opening Round (Savant, 1997) -con Bernard Purdie, Joey DeFrancesco
- Lost & Found -con Charles Brown (32 Jazz, 1997)
- Christmas With Houston Person and Etta Jones (32 Jazz, 1997)
- My Romance (High Note, 1998) -con Richard Wynands, Ray Drummond, Kenny Washington
- Close Encounters (High Note, 1999) -con Teddy Edwards; grabado 1996
- Soft Lights (High Note, 1999) -con Russell Malone, Richard Wynands, Ray Drummond, Grady Tate
- Together At Christmas (High Note, 2000) -con Etta Jones, Stan Hope, George Kaye, Chip White
- In A Sentimental Mood (High Note, 2000) -con Stan Hope, George Kaye, Chip White
- Blue Velvet (High Note, 2001) -con Richard Wynands, Ray Drummond, Grady Tate
- Dialogues (High Note, 2002) -con Ron Carter; recorded 2000
- Sentimental Journey (High Note, 2002) -con Richard Wynands, Russell Malone, Peter Washington, Grady Tate
- Social Call (High Note, 2003) -con Stan Hope, Paul Bollenback, Per-Ola Gadd, Chip White
- To Etta With Love (High Note, 2004) -conStan Hope, Paul Bollenback, Per-Ola Gadd, Chip White
- All Soul (High Note, 2005) -con Eddie Allen, Stan Hope, Randy Johnston
- You Taught My Heart To Sing (High Note, 2006) -con Bill Charlap; grabado 2004
- Thinking Of You (High Note, 2007) -con Eddie Allen
- Just Between Friends (High Note, 2008) -con Ron Carter; grabado 2005
- Mellow (High Note, 2009) -con John di Martino
- Moment To Moment (High Note, 2010) -con Terell Stafford
- The Way We Were: Live In Concert (High Note, 2011) -con Etta Jones, Stan Hope, George Kaye, Chip White; grabado 2000
- So Nice (High Note, 2011) -con Warren Vache
- Naturally (High Note, 2012) -con Cedar Walton, Ray Drummond, Lewis Nash
- Nice 'N' Easy (High Note, 2013) -con John di Martino, Chuck Redd, Ray Drummond, Lewis Nash
- The Melody Lingers On (High Note, 2014) -con Steve Nelson
- Something Personal (High Note, 2015) -con Steve Nelson, John di Martino
- Chemistry (High Note, 2016) -con Ron Carter

- I'm Just a Lucky So and So (HighNote, 2019)
- Live in Paris (HighNote, 2019 [2021])
- Reminiscing at Rudy's (HighNote, 2022)

### Como sideman
Con The 3B's
- Soothin' 'N Groovin' with The 3B's (3B's Music, 1994)

Con Gene Ammons
- The Boss Is Back! (Prestige, 1969)

Con Charles Brown
- Blues And Other Love Songs (Muse, 1992)

Con Billy Butler
- This Is Billy Butler! (Prestige, 1968)
- Yesterday, Today & Tomorrow (Prestige, 1970)
- Night Life (Prestige, 1971)

Con Joey DeFrancesco
- Plays Sinatra His Way (High Note, 1998 [rel. 2004])

Con Charles Earland
- Black Talk! (Prestige, 1969)

Con Grant Green
- Live at Club Mozambique (Blue Note, 2006)

Con Tiny Grimes
- Profoundly Blue (Muse, 1973)

Con Peter Hand Big Band
- The Wizard Of Jazz: A Tribute To Harold Arlen (Savant, 2005 [rel. 2009])
- Out Of Hand (Savant, 2013)

Con Richard "Groove" Holmes
- Good Vibrations (Muse, 1977 [rel. 1980])
- Broadway (Muse, 1980)
- Blues All Day Long (Muse, 1988)

Con Etta Jones
- Etta '75 (1975)
- Ms. Jones to You (Muse, 1976)
- My Mother's Eyes (Muse, 1977)
- If You Could See Me Now (Muse, 1978)
- Save Your Love for Me (Muse, 1980)
- Fine and Mellow (Muse, 1986)
- I'll Be Seeing You (Muse, 1987)
- Sugar (Muse, 1989)
- Christmas with Etta Jones (Muse, 1990)
- Reverse the Charges (Muse, 1992)
- At Last (Muse, 1995)

Con Charles Kynard
- Afro-Disiac (Prestige, 1970)

Con Johnny Lytle
- Fast Hands (Muse, 1980)
- Good Vibes (Muse, 1982)

Con Don Patterson
- Four Dimensions (Prestige, 1967)
- Oh Happy Day (Prestige, 1969)
- Tune Up! (Prestige, 1969)

Con Sonny Phillips
- Sure 'Nuff (Prestige, 1969)

Con Bernard Purdie
- Shaft (Prestige, 1971 [rel. 1973])

Con Shirley Scott
- Oasis (Muse, 1989)

Con Janis Siegel
- Friday Night Special (Telarc, 2003)

Con Horace Silver
- That Healin' Feelin' (Blue Note, 1970)

Con Johnny "Hammond" Smith
- Mr. Wonderful (Riverside, 1963)
- A Little Taste (Riverside, 1963)
- The Stinger (Prestige, 1965)
- The Stinger Meets the Golden Thrush (Prestige, 1966) -Con Byrdie Green
- Gettin' Up (Prestige, 1967)
- Soul Flowers (Prestige, 1967)
- Dirty Grape (Prestige, 1968)
- Nasty! (Prestige, 1968)
- Here It 'Tis (Prestige, 1970)

Con Melvin Sparks
- Sparks! (Prestige, 1970)